# Kamjanka (rejon olewski)

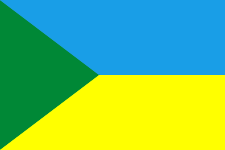
Flag

Kamjanka (ukr. Кам'янка) – wieś na Ukrainie, w obwodzie żytomierskim, w rejonie olewskim. W 2001 roku liczyła 1466 mieszkańców.